# Johanna Griggs
Johanna Leigh Griggs, född den 17 oktober 1973, är en före detta australisk simmare som efter simkarriären arbetat som TV-presentatör. Som simmare representerade hon Australien vid Auckland Commonwealth Games 1990, där hon vann en bronsmedalj på 100 meter ryggsim. 1993 noterade hon världens snabbaste tid på 50 meter ryggsim. Dagen därpå gick hon ut med att hon skulle lägga ner sin tävlingskarriär..